# Zmarli w roku 1910
Lista osób zmarłych w 1910:

## styczeń 1910
- 20 stycznia – Józef Kwiatek, organizator demonstracji na placu Grzybowskim w Warszawie[1]
- 28 stycznia – Alfredo Capelli, włoski matematyk[2]

## luty 1910
- 6 lutego – Alfons Maria Fusco, włoski ksiądz katolicki, święty[3]
- 9 lutego – Michał Febres Cordero y Muñoz, ekwadorski lasalianin, święty katolicki[4]
- 23 lutego – Józefina Vannini, włoska zakonnica, założycielka kamilianek, błogosławiona katolicka[5]

## marzec 1910
- 7 marca – Jan Głogowski, polski lekarz, działacz endecki i oświatowy[6]
- 10 marca:
  - Karl Lueger, prawnik i prawicowy polityk austriacki, burmistrz Wiednia[7]
  - Carl Reinecke, niemiecki kompozytor, pianista, dyrygent i pedagog[8]
- 20 marca – Feliks Tournachon, fotograf francuski[9]

## kwiecień 1910
- 6 kwietnia – Michał Rua, włoski salezjanin, błogosławiony katolicki[10]
- 14 kwietnia – Michaił Wrubel – rosyjski malarz i rzeźbiarz polskiego pochodzenia[11]
- 21 kwietnia – Mark Twain, amerykański pisarz, satyryk i humorysta[12]
- 23 kwietnia – Teresa Maria Manetti, włoska zakonnica, założycielka karmelitanek św. Teresy, błogosławiona katolicka[13]
- 26 kwietnia – Bjørnstjerne Bjørnson, norweski powieściopisarz, dramaturg, poeta, publicysta, polityk[14]
- 28 kwietnia – Edward Alexander, amerykański oficer, dyrektor wykonawczy i prezes kilku linii kolejowych, pisarz[15]
- 30 kwietnia – Jean Moréas, poeta francuski[16]

## maj 1910
- 1 maja – Teodor Talowski, polski architekt i malarz[17]
- 6 maja – Edward VII, król Wielkiej Brytanii[18]
- 12 maja – William Huggins, brytyjski astronom i fizyk, pionier spektroskopii[19]
- 18 maja – Eliza Orzeszkowa, polska pisarka[20]
- 22 maja – Jules Renard, pisarz francuski[21]
- 27 maja – Heinrich Hermann Robert Koch, niemiecki lekarz i bakteriolog[22]

## czerwiec 1910
- 11 czerwca – Maria Schininà, włoska zakonnica, błogosławiona katolicka[23]

## lipiec 1910
- 4 lipca – Giovanni Schiaparelli, astronom włoski[24]
- 10 lipca – Johann Gottfried Galle, niemiecki astronom[25]

## sierpień 1910
- 6 sierpnia – Klemens Bachleda, tatrzański przewodnik i ratownik[26]
- 13 sierpnia – Florence Nightingale, pielęgniarka angielska, twórczyni nowoczesnego pielęgniarstwa[27]
- 16 sierpnia – Zygmunt Gloger, polski etnograf, krajoznawca i historyk[28]
- 20 sierpnia – August Robert Wolff, polski księgarz i wydawca prasy oraz książek[29]
- 26 sierpnia – William James, psycholog amerykański[30]

## wrzesień 1910
- 2 września – Henri Rousseau, francuski malarz amator[31]
- 11 września – Mieczysław Srokowski, polski powieściopisarz i poeta[32]
- 29 września – Winslow Homer, amerykański malarz, grafik i ilustrator[33]

## październik 1910
- 8 października – Maria Konopnicka, polska poetka i nowelistka[34]
- 11 października – Felicjan Faleński, polski poeta, dramatopisarz, prozaik, tłumacz[35]
- 15 października – Stanley Ketchel, amerykański bokser pochodzenia polskiego[36]
- 30 października – Henri Dunant, szwajcarski twórca Czerwonego Krzyża, pierwszy w historii laureat Pokojowej Nagrody Nobla[37]

## listopad 1910
- 7 listopada – Florencio Sánchez, poeta urugwajski[38]
- 9 listopada – Piotr Wawrzyniak, ksiądz, znany działacz społeczny[39]
- 20 listopada – Lew Tołstoj, rosyjski prozaik i myśliciel[40]
- 23 listopada – Octave Chanute, amerykański konstruktor lotniczy[41]

## grudzień 1910
- 29 grudnia – Reginald Doherty, brytyjski tenisista[42]

- data dzienna nieznana: 
  - August Gresch – spiskoniemiecki prawnik, działacz samorządowy i turystyczny[43]